# Вильдевур, Майя
Майя Вильдевур (нидерл. Maya Wildevuur, урождённая Мартье Ламмигье (нидерл. Martje Lammigje), 24 июля 1944, Девентер, Оверэйссел — 11 апреля 2023, Midwolda, Гронинген) — нидерландская художница.

## Биография
Вильдевур получила образование в Художественно-промышленной академии в Энсхеде. Сначала она несколько лет жила в Энсхеде, а в 1980–1985 годах стала наиболее известна своими «шёлковыми коллажами», вдохновлёнными английскими пейзажами. Шёлковая техника, которую она использовала в своих первых работах, удивляла как простотой, так и своей сложностью. Это принесло ей широкое признание в Нидерландах и за рубежом. Позже она применяла и другие техники, но её стиль всегда оставался безупречным.
Для работ Майи Вильдевур характерно использование сильных контрастных цветовых акцентов, изящных, но иногда причудливых форм и эмоциональности, хотя последнее поначалу не всегда очевидно. В последние годы она работала с разными стилями и разными техниками. Майя Вильдевур в основном рисовала цветы, пейзажи, а иногда и животных, но также прославилась своими характерными портретами знаменитостей, у которых есть свой стиль. Она написала, среди прочих, портрет Виллема-Александра Нидерландского и принцессы Максимы, а также, например, Пауля ван Влита и других известных нидерландцев.
Со всеми нюансами, серым, зелёным и синим цветами, коллажи Майи Вильдевур изображают пейзажи и события. Толчком к живописи стал огромный букет, который она получила в подарок при первом открытии своей галереи, и постепенно шёлковые коллажи стали уступать место полотнам.
В 1984 году она открыла галерею Maya Wildevuur в Хоогхалене. С 1992 года она жила в Эннемаборге в Мидволде, провинция Гронинген. Она скончалась в своём родном городе в апреле 2023 года в возрасте 78 лет.